# Грег Семенза
Грег Семенза (англ. Gregg Leonard Semenza, нар. 1 липня 1956, Флашинг, Квінз, Нью-Йорк, штат Нью-Йорк, США) — американський фізіолог та молекулярний біолог, відомий дослідженнями в галузі фізіології гіпоксії, зокрема відкриттям фактора, індукованого гіпоксією (HIF1A). Лауреат Нобелівської премії з фізіології або медицини 2019 року.

## Біографія
Навчався у Гарвардському коледжі. Отримав ступені доктора медицини та доктора філософії в Пенсильванському університеті. Резидентуру з педіатрії пройшов у медичному центрі Дюкського університету. Працював постдоком у Медичній школі Джонса Гопкінса, а надалі став там професором, обіймаючи посаду «професора К. Майкла Армстронга».

## Наукові дослідження
У 1995 році в лабораторії Семензи було відкрито новий білок — фактор, індукований гіпоксією (HIF1A). Цей фактор транскрипції відповідає на зниження кількості кисню в клітинах тварин та регулює перебудову клітинних функцій у відповідь на гіпоксію. Надалі лабораторія Семензи вивчала роботу цього білка в різноманітних фізіологічних та патологічних процесах, зокрема в роботі серцево-судинної системи та за умов злоякісних пухлин.
Тривалий час був головним редактором журналу «Journal of Molecular Medicine».

## Критика
У 2022 році на платформі «PubPeers» науковці виявили 52 наукові публікації, де Семенза є співавтором, у яких було здійснено надлишкові маніпуляції з зображеннями аж до підробки. Ці праці охоплюють 2001-2021 роки, 17 з них були відкликані, що ставить питання про наукову недоброчесність дослідника.

## Нагороди та визнання
- 1981: Alpha Omega Alpha[en] Honor Medical Society
- 1989: Lucille P. Markey Scholar Award in Biomedical Science, Markey Trust[3]
- 1994: Established Investigator Award, Американська кардіологічна асоціація[en]
- 1995: член Американського товариства клінічних досліджень[en][4]
- 1999: Jean and Nicholas Leone Award, Children's Brain Tumor Foundation
- 2000: Премія Мід Джонсона[en], Society for Pediatric Research[5]
- 2008: член Національної академії наук США[6]
- 2008: член Асоціації американських лікарів[en][7][3]
- 2010: Міжнародна премія Гайрднера[8]
- 2012: Премія Стенлі Корсмейера[de], American Society for Clinical Investigation (спільно з Вільямом Келіном)[9]
- 2012: член Національної академії медицини[en][10]
- 2012: Grand Prix scientifique de la Fondation Lefoulon-Delalande[en], Інститут Франції (спільно з Вільям Келіном, Пітером Реткліффом та Стефаном Макнайтом)[11]
- 2012—2016: Дослідницький професор Американського онкологічного товариства
- 2014: Премія Вайлі[en] однойменного фонду (спільно з Вільямом Келіном, Пітером Реткліффом та Стефаном Макнайтом)[12]
- 2016: Премія Альберта Ласкера за фундаментальні медичні дослідження (спільно з Вільям Келін, Пітер Реткліфф)[13][14]
- 2018: Премія Мессрі[en]
- 2019: Нобелівська премія з фізіології або медицини[15][16][17]